# Pobles ibèrics preromans (Portugal)

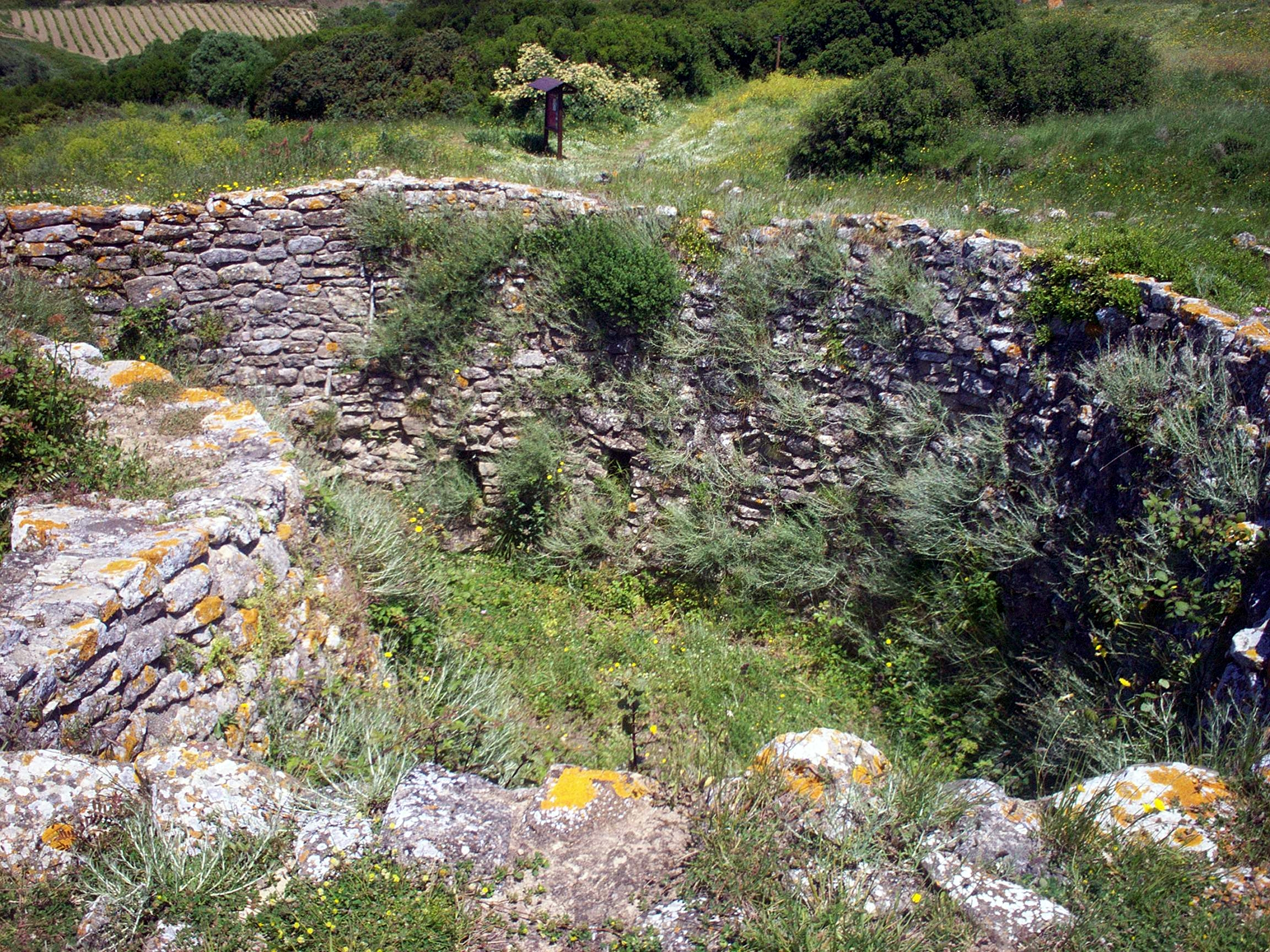
Ruïnes del castre de Zambujal, a 3 km de Torres Vedras. Daten del 3000 ae

La regió en què es troba l'actual Portugal ha estat habitada almenys des de fa cinc-cents mil anys, primer pels neandertals i més tard pels humans moderns.

## Cultura dels vasos campaniformes
Gràcies a la revisió sistemàtica de les dades proporcionades pel radiocarboni, s'ha pogut establir que l'anomenada cultura del vas campaniforme s'originà i es difongué des de l'àrea del Baix Tejo, a Portugal, en jaciments com Zambujal i Vila Nova de São Pedro, amb una cronologia que va del 2900 al 2500 ae.

## Els celtes

La península ibèrica cap al 300 aC

Els celtes, coneixedors de la metal·lúrgia del ferro, arriben a la península Ibèrica entre finals del segon mil·lenni abans de la nostra era i el 700 ae, i ocupen el que hui és Galícia, Astúries, Cantàbria, nord de Castella i part de Portugal. S'hi desenvolupà un progressiu procés de celtificació, fins a la consolidació de la presència celta a la península i l'expansió de la cultura de la Tène a partir del 450 ae.
Els primers contactes amb grecs i fenicis (a partir del final del II mil·lenni ae) significaren el sorgiment de petits llocs comercials costaners mig permanents. La part atlàntica de la península en tenia menys contactes per això està pitjor documentada que la part mediterrània. Aquesta època coincidí amb la formació de la primera entitat política coneguda, el mític Regne de Tartessos, al sud-oest peninsular.

## A l'arribada dels romans

Mapa etnogràfic de la península Ibèrica cap al 200 ae

En el I mil·lenni ae la península Ibèrica estava habitada pels denominats pobles preromans. Reberen el nom col·lectiu d'ibers els de la franja mediterrània i valls de l'Ebre i Guadalquivir, mentre que els de l'interior s'associaven a la influència cultural celta. Cal evitar considerar tals denominacions com a reflex d'una unitat ètnica o cultural que realment no existia.
A la zona de l'actual Portugal les fonts romanes localitzen pobles que denominen lusitans, galaics o Gallaeci i els conis. Altres tribus menys significatives n'eren els bràcars, cèltics, coelerns, equesus, grovis, interamicis, leuns, luancs, límics, narbassos, nemetats, pésures, quaquerns, seurbs, tamaganis, tapors, zoeles o túrduls.
Els lusitans, considerats avantpassats dels portuguesos del centre i sud del país i dels estremenys, habitaven entre els rius Duero, Tajo i Guadiana. La figura més coneguda entre els lusitans fou Viriat. Oxthracai era la major ciutat lusitana, segons Apià.
Ruf Fest Avié, en el seu poema Ora Maritima (s. IV), relata les aventures d'un mariner grec de finals del s. IV ae que descriu l'existència de diverses ètnies iberes de la costa meridional atlàntica que ja practicaven la cultura megalítica i devien ser els responsables del comerç amb el nord de l'Atlàntic— els estrimnis i els cinets (o conis). La fusió de les tribus ibèriques i celtes implicaria que els primers aprendrien les tècniques de la cultura agrària, que s'uniria a la vocació marinera dels nadius. Són aquests invasors, els celtes, els responsables dels subfixos dunuum i briga en noms de ciutats com Conímbriga (Coïmbra), o Miróbriga (Santiago do Cacém), Caetóbriga (Setúbal) i Lacóbriga (Lagos).